# Sito archeologico Sa Mandra Manna

Il sito archeologico Sa Mandra Manna si trova in posizione elevata ed isolata nel territorio di Tula su un sentiero in direzione di Oschiri.

## Storia
Il sito è databile al periodo megalitico sardo e la sua primitiva occupazione è da attribuire alla particolarità del terreno, sia adatto all'agricoltura sia difendibile per la sua posizione elevata.

## Descrizione
La muraglia megalitica Sa Mandra Manna racchiude un'area funeraria con una forma megalitica e comprende due menhir, un dolmen di piccole dimensioni ed una importante tomba di giganti.
Sul sito è presente anche un nuraghe del tipo a corridoio.
Il complesso ha una pianta semicircolare ed è costituito, nella sua parte esterna, da una successione di massi disposti in doppia fila. Nell'insieme questa struttura raggiunge l'altezza massima di tre metri e si sviluppa per circa centoventi metri di lunghezza.

### Equinozio di primavera a Sa Mandra Manna
Una caratteristica del sito è quella di avere il corridoio nella muraglia attraversato, durante l'equinozio di primavera, dai raggi del Sole.